# Netstat
Netstat (NETwork STATistics) är ett kommandobaserat datorprogram som visar statistik för en dators nätverksanvändning. Netstat kan visa:
- datorns routingtabell;
- en förteckning över datorns Internet sockets (dvs portnummer och IP-adresser för pågående TCP- och UDP-kommunikation); samt
- statistik för ett nätverkskort.

Netstat är tillgängligt i Unix, Unixliknande samt Windows NT-baserade operativsystem.